# Wittmackia canaliculata
Wittmackia canaliculata é uma espécie de planta da família Bromeliaceae . Esta espécie é endêmica do Estado da Bahia, no Brasil.